# 탈고 아브릴
탈고 아브릴(스페인어: Talgo Avril)은 스페인의 철도 제조 기업인 탈고가 개발 중인 고속철도 차량이다. 여기서 아브릴은 알타 벨로시다 루에다 인디펜디엔테 리헤로(스페인어: Alta Velocidad Rueda Independiente Ligero)의 줄임말로 2012년부터 개발에 들어갔다. 최고 영업 속도는 380km/h로 주행이 가능하도록 열차가 설계되었다. 2010년에 독일의 이노트랜스에서 최초로 일반인에게 공개되었다.

## 같이 보기
- 탈고